# Badisches Landrecht 1810

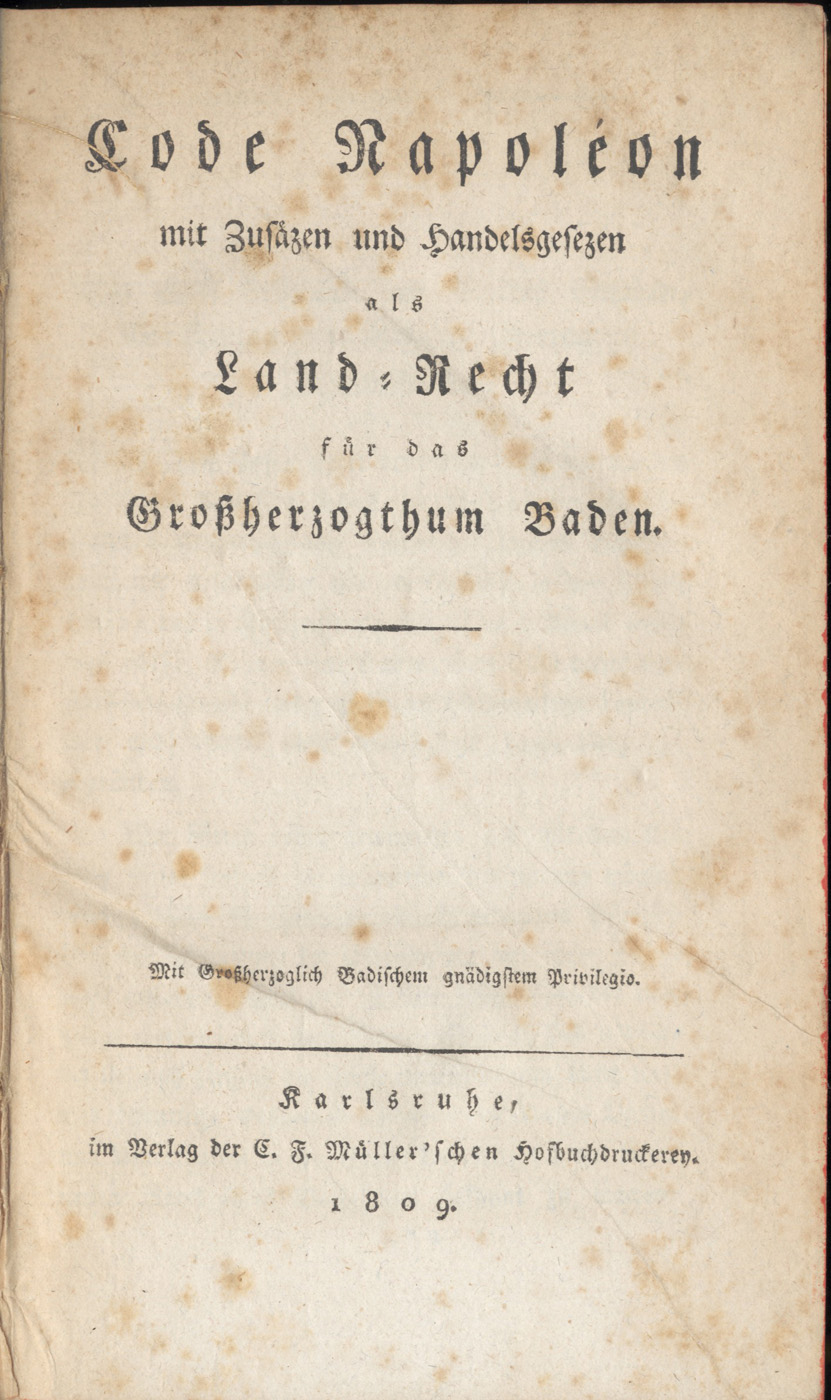
Titelblatt der ersten Ausgabe des Badischen Landrechts von 1809

Das Badische Landrecht von 1810 war das Zivilgesetzbuch des Großherzogtums Baden, das am 1. Januar 1810 in Kraft gesetzt wurde und bis zum 31. Dezember 1899 gültig war.
In Bibliothekskatalogen wird das 1810 in Kraft getretene Landrecht nach dem Druckdatum auch als Landrecht 1809 geführt.

## Vorgänger und Entstehungsgeschichte
In den verschiedenen Territorien, die 1806 zum Großherzogtum Baden vereinigt wurden, war jeweils unterschiedliches Zivilrecht gültig. Vorgänger in den altbadischen Landen war für die Markgrafschaft Baden-Baden das nie im Druck erschienene Landrecht von 1588 und in der Markgrafschaft Baden-Durlach das 1710 und 1773 neu aufgelegte Landrecht von 1622.
Markgraf Karl Friedrich beauftragte bereits 1754 den Geheimen Hofrat Johann Michael Saltzer und 1787 den Oberamtmann des Oberamtes Hochberg, Johann Georg Schlosser, mit einer Überarbeitung des Zivilrechts, wobei es jedoch zu keinem neuen Gesetz kam.
1804 führte Napoleon in Frankreich den Code civil (später bekannt als Code Napoléon) ein und versuchte in der Folge, diesen Rechtsrahmen auch bei den verbündeten Rheinbundstaaten durchzusetzen. Die Empfehlung an das Großherzogtum Baden erfolgte 1807 durch den französischen Geschäftsträger in Karlsruhe. Johann Nicolaus Friedrich Brauer, der damalige Leiter des badischen Polizeidepartments (Innenministerium), nahm diese Empfehlung auf und schuf das neue Badische Landrecht, wobei er den Code civil mit mehr als 500 Zusätzen und Änderungen den badischen Verhältnissen anpasste.
Per Edikt des Großherzogs vom 5. Juli 1808 wurde die Annahme des Code Napoléon als bürgerliches Gesetzbuch oder Landrecht des Großherzogtums beschlossen und per 1. Juli 1809 traten bereits Teile des Gesetzes in Kraft, zum 1. Januar 1810 trat es dann vollständig in Kraft.

## Zweck
Um die zum Großherzogtum Baden vereinten Territorien zu einem Staat zu formen und die wirtschaftliche Entwicklung zu fördern, war ein einheitlicher Rechtsrahmen erforderlich, der das bürgerliche Leben im gesamten Staat einheitlich regelte und dem wirtschaftlichen Leben Rechtssicherheit gewährte. Der Code civil war das zu seiner Zeit fortschrittlichste Privatrecht und die weitgehende Übernahme französischen Rechts erfolgte wohl nicht nur auf Druck Napoléons, sondern kam auch Forderungen des badischen Bürgertums entgegen und vereinfachte die Wirtschaftsbeziehungen zu Frankreich wie auch zu den anderen Rheinbundstaaten.

## Inhalt
Das Badische Landrecht ist – wie der Code civil – in drei Bücher (Personenrecht; Sachenrecht (ohne Pfandrecht); sonstige Bereiche des Privatrechts) gegliedert, wird aber durch einen Anhang mit den Handelsgesetzen ergänzt.

## Nachfolger
Das Großherzogtum Baden übernahm mit dem Gesetz zur Ausführung des Bürgerlichen Gesetzbuches vom 17. Juni 1899 das Bürgerliche Gesetzbuch des Deutschen Reiches vom 18. August 1896 und löste damit das Badische Landrecht von 1810 zum 1. Januar 1900 ab.

## Rechtsgeschichtliche Bedeutung
Das Badische Landrecht wird als „eines der wichtigsten bürgerlichrechtlichen deutschen Gesetzeswerke des 19. Jahrhunderts“ betrachtet. Zum 200. Jahrestag der Drucklegung fanden eine Reihe von Veranstaltungen statt.
Das Badische Landrecht hat vereinzelt bis heute rechtliche Bedeutung. So urteilte beispielsweise das Oberlandesgericht Karlsruhe im Jahr 2021, dass eine nach badischem Landrecht begründete Grunddienstbarkeit – im entschiedenen Fall ein Wegerecht aus dem Jahr 1885 – heute noch bestehen kann.